# Carlota Pereira de Queirós

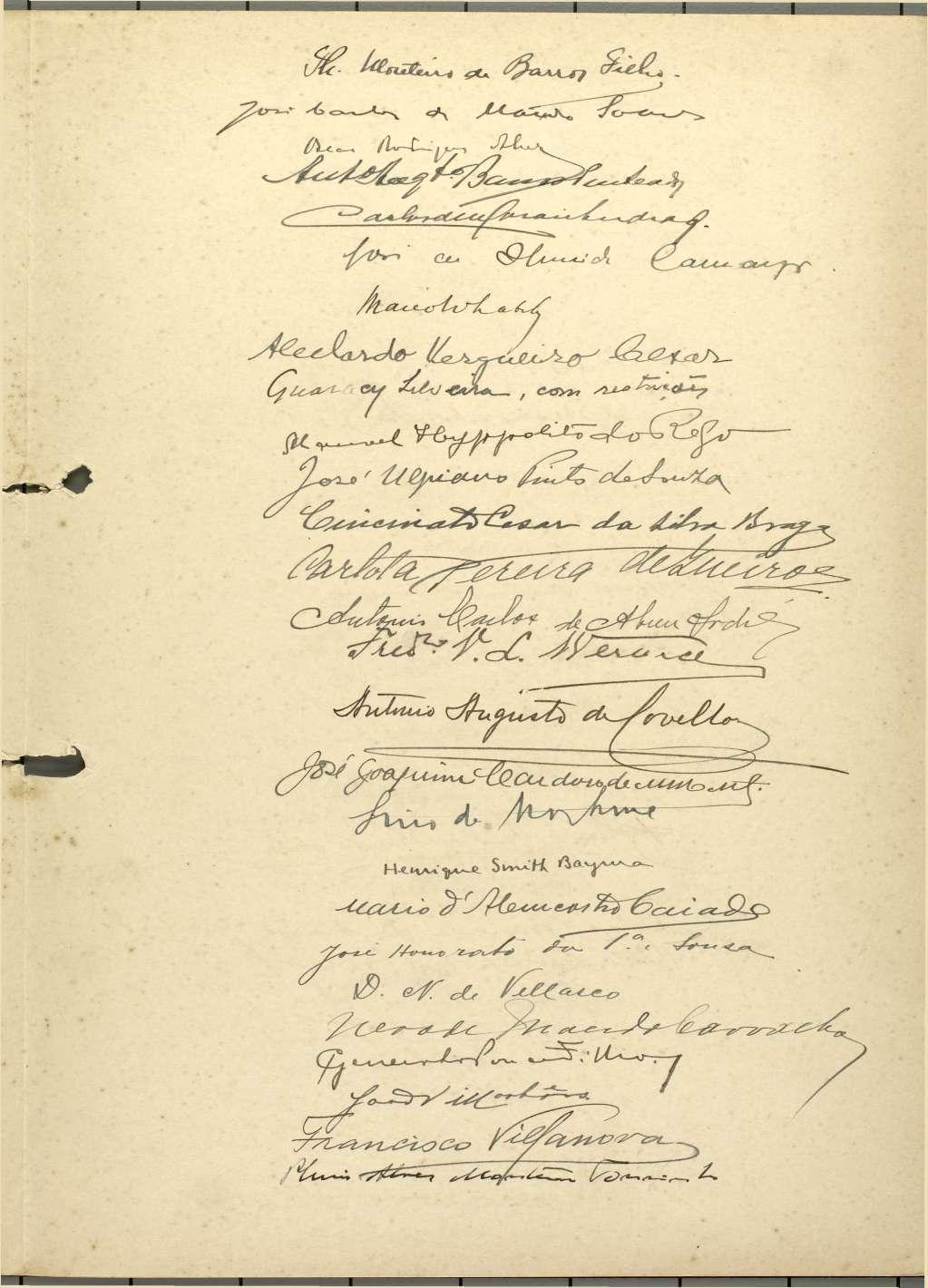
Página da Constituição do Brasil de 1934 com a assinatura de Carlota. É a décima terceira assinatura de cima para baixo.

Carlota Pereira de Queirós (São Paulo, 13 de fevereiro de 1892 — São Paulo, 14 de abril de 1982) foi uma médica, escritora, pedagoga e política brasileira. Foi a primeira mulher brasileira a ser eleita deputada federal. Ela participou dos trabalhos na Assembleia Nacional Constituinte, entre 1934 e 1935.

## Biografia

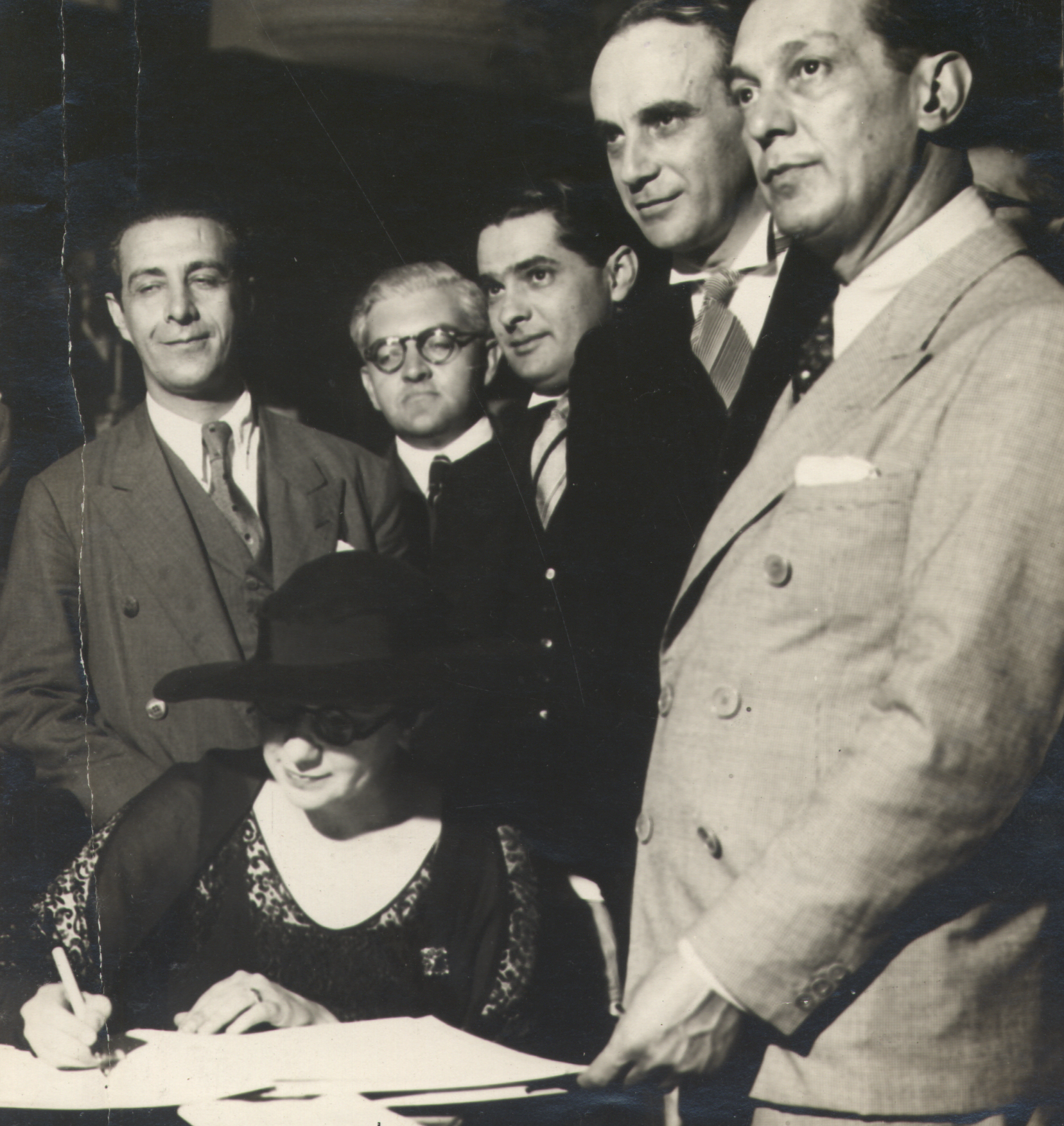
Na Assembleia Constituinte de 1934.

Carlota Pereira de Queirós nasceu em 13 de fevereiro de 1892, na cidade de São Paulo. Era filha de José Pereira de Queiroz e de Maria Vicentina de Azevedo Pereira de Queiroz. Formou-se pela Faculdade de Medicina da Universidade de São Paulo em 1926, com a tese Estudos sobre o Câncer. Interna da terceira cadeira de Clínica Médica da Faculdade de Medicina do Rio de Janeiro e chefe do Laboratório de Clínica Pediatrica (1928), foi assistente do professor Pinheiro Cintra.
Foi comissionada pelo governo de São Paulo, em 1929, para estudar Dietética Infantil em centros médicos da Europa.
Na Revolução Constitucionalista de 1932, ocorrido em São Paulo, organizou e liderou um grupo de 700 mulheres para garantir a assistência aos feridos.
Membro da Associação Paulista de Medicina de São Paulo, "Association Française pour l'Étude du Cancer", Academia Nacional de Medicina e Academia Nacional de Medicina de Buenos Aires. Fundou a Academia Brasileira de Mulheres Médicas, em 1950.
A primeira deputada
Em 3 de maio de 1933, primeiro pleito em que as mulheres  para escolher os deputados da Assembleia Nacional Constituinte do participaram oficialmente como eleitoras e como candidatas em todo o Brasil, Carlota foi uma das 19 candidatas mulheres entre  Alzira Reis Vieira Ferreira, Anna Vieira Cesar, Bertha Lutz, Edith Mendes da Gama e Abreu, Catharina Valentim Santanna, Edith Dinorah da Costa Braga, Edwiges Sá Pereira, Georgina de Araujo Azevedo Lima, Ilka Labarthe, Julitta Monteiro Soares da Gama, Leolinda de Figueiredo Daltro, Lucília Wilson Coelho de Souza, Lydia de Oliveira, Maria Pereira das Neves, Maria Rita Burnier Pessoa de Mello Coelho, [Martha de Hollanda Cavalcanti de Albuquerque, Natercia da Cunha Silveira, Theresa Rabello de Macedo e Almerinda de Farias Gama.
Ingressando na política, foi a primeira deputada federal da história do Brasil. Eleita pelo estado de São Paulo em 1934, fez a voz feminina ser ouvida no Congresso Nacional.
Seu mandato foi em defesa da mulher e das crianças, trabalhava por melhorias educacionais que contemplassem melhor tratamento das mulheres. Além disso, publicou uma série de trabalhos em defesa da mulher brasileira. Ocupou seu cargo até o Golpe de 1937, quando Getúlio Vargas fechou o Congresso.
Abaixo, o discurso proferido por ela em 13 de março de 1934:
| “ | Além de representante feminina, única nesta Assembléia, sou, como todos os que aqui se encontram, uma brasileira, integrada nos destinos do seu país e identificada para sempre com os seus problemas. (…) Acolhe-nos, sempre, um ambiente amigo. Esta é a impressão que me deixa o convívio desta Casa. Nem um só momento me senti na presença de adversários. Porque nós, mulheres, precisamos ter sempre em mente que foi por decisão dos homens que nos foi concedido o direito de voto. E, se assim nos tratam eles hoje, é porque a mulher brasileira já demonstrou o quanto vale e o que é capaz de fazer pela sua gente. Num momento como este, em que se trata de refazer o arcabouço das nossas leis, era justo, portanto, que ela também fosse chamada a colaborar. (…) Quem observar a evolução da mulher na vida, não deixará por certo de compreender esta conquista, resultante da grande evolução industrial que se operou no mundo e que já repercutiu no nosso país. Não há muitos anos, o lar era a unidade produtora da sociedade. Tudo se fabricava ali: o açúcar, o azeite, a farinha, o pão, o tecido. E, como única operária, a mulher nele imperava, empregando todas as suas atividades. Mas, as condições de vida mudaram. As máquinas, a eletricidade, substituindo o trabalho do homem, deram novo aspecto à vida. As condições financeiras da família exigiram da mulher nova adaptação. Através do funcionalismo e da indústria, ela passou a colaborar na esfera econômica. E, o resultado dessa mudança, foi a necessidade que ela sentiu de uma educação mais completa. As moças passaram a estudar nas mesmas escolas que os rapazes, para obter as mesmas oportunidades na vida. E assim foi que ingressaram nas carreiras liberais. Essa nova situação despertou-lhes o interesse pelas questões políticas e administrativas, pelas questões sociais. O lugar que ocupo neste momento nada mais significa, portanto, do que o fruto dessa evolução. | ” |

Escritora
Foi escritora e historiadora, com as publicações Um Fazendeiro Paulista no século XIX e Vida e Morte de um Capitão.

## Homenagens

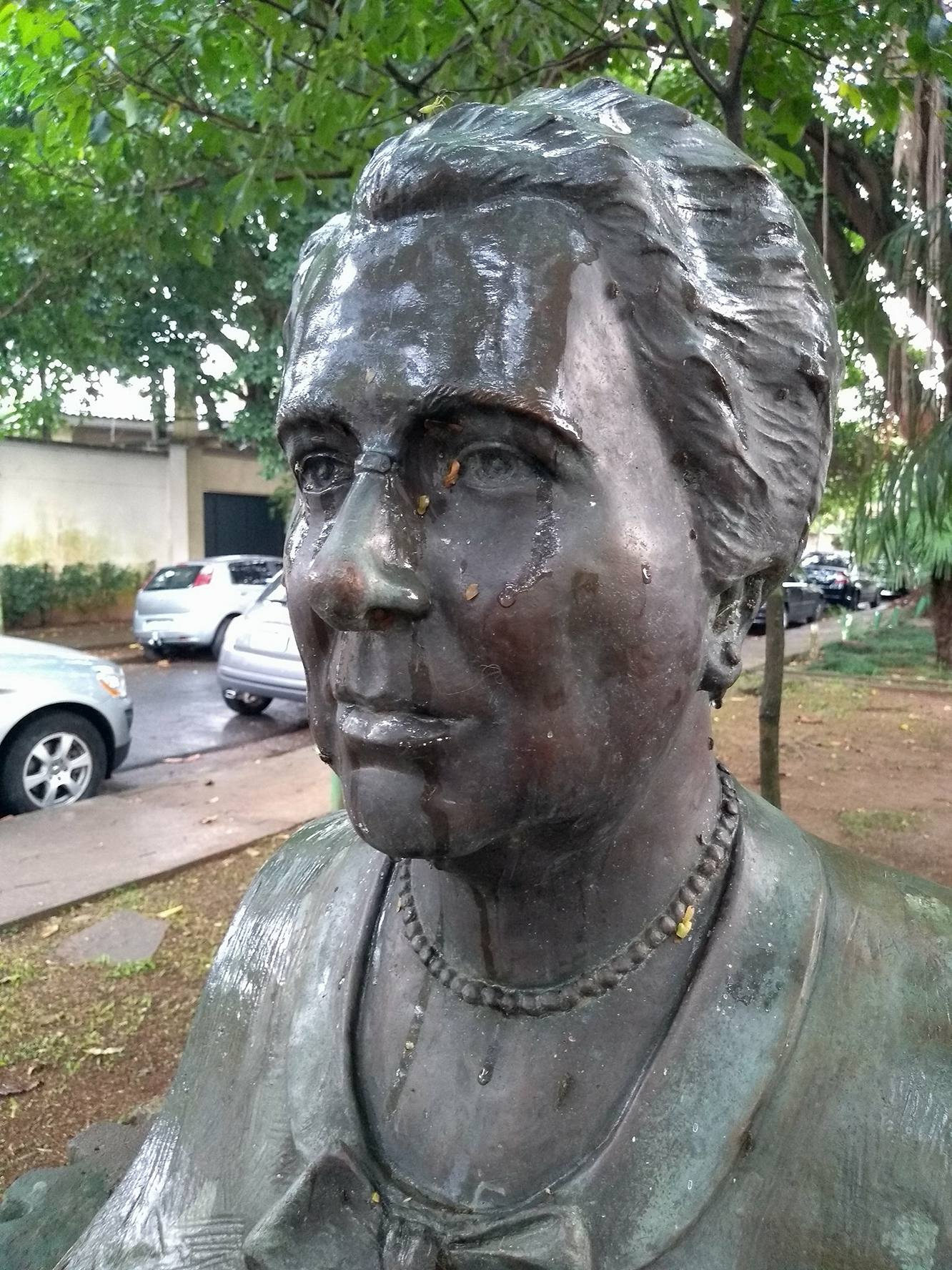
Busto feito pelo escultor Luis Morrone.

Foi homenageada com o Monumento intitulado Carlota Pereira de Queiroz, na Praça Califórnia, bairro de Pinheiros, Zona Oeste da Capital de São Paulo e com a Avenida Dr.ª Carlota Pereira de Queiroz,  no distrito de Socorro, localizado na região Sul de São Paulo. Além disso, há a EMEF Carlota Pereira de Queiros na capital paulista, inaugurada em memória a médica.
A Câmara dos Deputados, por meio da Comissão de Defesa dos Direitos da Mulher, instituiu o prêmio Diploma Mulher-Cidadã Carlota Pereira de Queirós, que visa prestar homenagem a mulheres "cujos trabalhos ou ações tenham contribuído para o pleno exercício da cidadania, na defesa dos direitos da mulher e nas questões de gênero no Brasil".